# Jelena Čanković
Jelena Čanković, född den 13 augusti 1995 i Batajnica, är en serbisk fotbollsspelare (mittfältare) som spelar för damallsvenska FC Rosengård och det serbiska landslaget. Hon har tidigare spelat för Växjö DFF , Ferencváros, FC Barcelona och Spartak Subotica. Hon har tagit en mästartitel i Sverige (2019), Spanien (2013/2014), Ungern (2015/2016) och tre gånger i Serbien (2011/2012, 2012/2013 och 2014/2015).
I juni 2021 förlängde Čanković sitt kontrakt i FC Rosengård fram till 2025.